# Cynoglossus sinusarabici
Cynoglossus sinusarabici is een straalvinnige vissensoort uit de familie van hondstongen (Cynoglossidae). De wetenschappelijke naam van de soort is voor het eerst geldig gepubliceerd in 1931 door Chabanaud.